# Tengku Maliha binti Tengku Ariff
Sultana Maliha binti Almarhum Tengku Ariff (Kota Bharu, 13 aprile 1949) è la sultana di Kedah dal 2017.

## Primi anni di vita e formazione
Tengku Maliha è nata a Kota Bharu il 13 aprile 1949 ed la terza dei sette figli Tengku Sri Jaya Diraja Tengku Ariff bin Tengku Long Abdul Rahman e della signora Puan Rokiah binti Sulaiman. Fa parte della famiglia reale di Kelantan essendo parente del defunto sultano Yahya Petra.
Ha ricevuto la sua prima educazione presso la SK St. Mary. Si è quindi trasferita con la famiglia nei Paesi Bassi dato che il padre lavorava per la compagnia aerea di bandiera KLM. Nel 1960 sono tornati a Kota Bharu poiché il padre aveva ricevuto l'incarico di aiutante di campo del sultano Yahya Petra. Ha frequentato la Sekolah Menengah Sultanah Zainab di Kota Bharu dove era molto attiva in varie attività a livello scolastico come lo sport dell'hockey. Ha anche partecipato a un'associazione di dibattito. Una volta ha rappresentato la sua scuola in un concorso di dibattito inglese.

## Matrimonio
Il 26 novembre 1965 ha sposato Tunku Mahmud Sallehuddin, nono figlio del sultano Badlishah di Kedah e all'epoca ufficiale del 2º battaglione del reggimento malese reale Pengkalan Chepa. Il 28 novembre 1981 ha ricevuto il titolo di Toh Puan Laksamana e nel 1996 quello di Toh Puan Temenggong. Dall'unione sono nati due figli:
- Tunku Sarafuddin Badlishah (nato il 2 marzo 1967);
- Tunku Shazuddin Ariff (nato il 27 aprile 1970).

## Sultana
Il 12 settembre 2017, il giorno dopo la morte del sultano Abdul Halim, suo marito è stato proclamato nuovo sovrano. Il 30 aprile 2018 è stata investita del titolo di sultana presso l'Istana Anak Bukit di Alor Setar. La cerimonia è iniziata alle ore 11 con l'arrivo della coppia reale, accompagnato dal supporto di strumenti cerimoniali. È stato quindi aperto l'ombrello cerimoniale. L'atto di nomina è stato letto dal menteri besar datuk Ahmad Bashah Md Hanipah di fronte al sultano di Kedah prima che la consorte alzasse la mano sul marito in segno d'onore. È seguito lo sparo di 21 colpi di cannone. Anche altri membri della famiglia reale di Kedah erano presenti alla cerimonia.

## Interessi
La sultana Maliha è stata nominata patrona del programma inglese di alfabetizzazione e di computer (COMEL) gestita dal Dipartimento di educazione statale e dalla Universiti Kebangsaan Malaysia. È appassionata di gatti e ama cucinare soprattutto ricette tipiche della costa orientale della Malesia peninsulare.